# Xã Scott, Quận Fayette, Iowa
Xã Scott (tiếng Anh: Scott Township) là một xã thuộc quận Fayette, tiểu bang Iowa, Hoa Kỳ. Năm 2010, dân số của xã này là 254 người.